# "O"
"O" is een show van Cirque du Soleil. Het is een vaste show in het Bellagio in Las Vegas. "O" is de eerste show van het circus die zich afspeelt in en rond het water. Er zijn zowel onderwateracts (synchroonzwemmen) als acts boven water.

## Makers
- Guy Laliberté - Oprichter en directeur van Cirque du Soleil
- Franco Dragone - Schrijver en regisseur
- Gilles Ste-Croix - Creatiemanager
- Dominique Lemieux - Kostuums
- Benoit Jutras - Componist
- Michel Crête - Decor
- Luc Lafortune - Licht
- Debra Brown - Choreograaf
- François Bergeron - Geluid
- Jonathon Deans - Geluid

## Technische informatie
Tussen het publiek en het water is een onzichtbare muur van lucht aanwezig, om een verschil in temperatuur tussen de tribune en het podium mogelijk te maken; in het publiek is het kouder dan op het podium. Deze temperaturen worden automatisch gereguleerd.
De muzikanten spelen achter glas om waterschade aan de instrumenten te voorkomen.
Het water wordt automatisch op een temperatuur van 31°C gehouden. Tijdens de shows zijn duikers aanwezig, die de artiesten van zuurstof voorzien als die zich tijdens een act onder water bevinden.
Het podium bevat duizenden kleine gaatjes, zodat het tijdens de show verticaal door het water kan bewegen.
Sommige artiesten hebben meerdere exemplaren van hetzelfde kostuum. Hierdoor verschijnen ze altijd droog op het podium, nadat ze in het water zijn geweest.
Sommige attributen drijven, zoals de papaplu waar de "Guide" in vaart en de paarden waar de "Red Guards" op rijden.
Omdat de show zich afspeelt in water, heeft ieder lid van de cast een diploma in SCUBA-duiken.

## Karakters
GuifaGuifa is een jonge jongen, afkomstig van Sicilië. Zijn nieuwsgierigheid en neiging naar avontuur brengen hem in een magische omgeving waar al zijn dromen en angsten worden gerealiseerd.
EugenEugen is de gids van het verhaal en tegelijkertijd de bewaker van het theater. Hij is sterk en toch kwetsbaar. Hij is de vleesgeworden kringloop van het leven, waarin al het oude weer nieuw wordt.
Le TravestiHij draagt vrouwenkleren en zijn schreeuw, die wat weg heeft van een aap, echoot door het theater.
The CometsThe Comets zijn nobel en sexy. Ze zweven door de lucht en vallen uit de hemel. Ze houden de andere karakters gezelschap als ze opkomen en afgaan.
The Masked ThiefDeze dief is gemaskerd en heeft vele gezichten; soms is hij een clown, soms een bodyguard. Hij speelt met vuur.
L'AllumeDe menselijke fakkel is een pyromaan die graag het publiek blij maakt. Hij duikt op vanuit het niets en maakt zich niet druk over het feit dat hij constant in brand staat.
The BrideVerloren of verlaten? Ze is de bruid die er altijd van droomde koningin te worden.
The ZebraDe Zebra is altijd op zoek naar plezier.
The Barrel Organ GrinderHij kan gezien worden als de beschermer van elke opgekomen wereld. Hij is een sterke man, die altijd wil helpen.
AuroraElegant, breekbaar, ontoegankelijk. Aurora staat voor fantasie en verlangen. Guifa vangt een glimp van haar op in de proloog, probeert haar te achtervolgen als hij haar ziet en vindt haar uiteindelijk in de epiloog.